# Porto Cervo
Porto Cervo es una localidad de Italia situada en el norte de Cerdeña.
Es una frazione del municipio de Arzachena, en la provincia de Sassari.
Es un importante centro turístico costero de Italia. El pueblo es el principal centro de la Costa Smeralda, ubicada en el golfo del mismo nombre.

## Geografía
El pueblo está ubicado en la orilla sur y este del puerto natural, donde hay numerosos hoteles, bares y restaurantes. Cerca está el exclusivo Yacht Club Costa Smeralda. Al final del puerto deportivo hay un astillero capaz de reparar enormes yates de lujo.
En Porto Cervo se encuentra el Museo Monte di Mola, una famosa galería de arte, la más importante de la Costa Smeralda.

## Historia
El pueblo en sí fue diseñado entre la década de los años 1950 y de los 1960 por arquitectos y paisajistas como Jacques Couelle, Luigi Vietti y Michele Busiri Vici.